# توماس لوو
توماس لوو (انگلیسی: Thomas Levaux؛ زادهٔ ۲۰ مارس ۱۹۸۰) بازیکن فوتبال اهل فرانسه است.
از باشگاه‌هایی که در آن بازی کرده‌است می‌توان به باشگاه فوتبال پاری سن ژرمن، باشگاه فوتبال نانسی، باشگاه فوتبال سدان، و باشگاه ورزشی اینترناسیونال اشاره کرد.